# Carmelo Bernaola
Carmelo Alonso Bernaola (Ochandiano, 16 de julio de 1929 - Madrid, 5 de junio de 2002) fue un compositor, profesor de música y clarinetista español. Miembro de la denominada «Generación del 51», está considerado uno de los máximos exponentes de la música española en la segunda mitad del siglo XX. A lo largo de su carrera compuso más de 300 obras entre música culta, canciones populares como el himno del Athletic Club, y numerosas bandas sonoras para cine y televisión, entre ellas las sintonías de Verano azul y La clave.

## Biografía
Carmelo Bernaola nació en Ochandiano (Vizcaya, País Vasco) el 16 de julio de 1929. Cuando tenía siete años sus padres se trasladaron a Medina de Pomar (Burgos, Castilla la Vieja), localidad en la que comenzaría sus estudios musicales, y a los catorce se desplazó a la capital de la provincia para profundizar en clases de armonía, piano y clarinete. Para evitar que su formación se viese truncada por el servicio militar, en 1948 se presentó a las oposiciones a músico en la Banda de la Academia de Ingenieros; tres años más tarde ingresó en la Banda del Ministerio del Ejército en Madrid y fue ascendido a sargento.
En la banda del Ejército coincidió con varios miembros de la futura «Generación del 51» como Cristóbal Halffter, Manuel Angulo y Ángel Arteaga, junto a los que trabajaría en la búsqueda de nuevos sonidos. Bernaola aprovecharía su estancia en la capital para continuar los estudios musicales en el Conservatorio de Madrid, siendo alumno de Enrique Masó (armonía), Francisco Calés Pina (contrapunto y fuga) y Julio Gómez (composición). En 1953 gana las oposiciones a clarinetista en la banda municipal de Madrid y, tras recibir varios premios nacionales, en 1957 obtiene una beca de la Real Academia de Bellas Artes de San Fernando para ampliar su formación.
Entre 1960 y 1962 estuvo residiendo en Roma (Italia) para especializarse en composición bajo las enseñanzas de Goffredo Petrassi y Sergiu Celibidache, dos de los músicos que más han influido en su carrera, así como en Darmstadt (Alemania) a las órdenes de Bruno Maderna. Tras regresar a Madrid retoma su plaza en la banda municipal pero dedica la mayor parte del tiempo a la composición de bandas sonoras, tanto en cine como en la emergente televisión, sin descuidar otros géneros artísticos. En total compuso más de 300 obras a lo largo de su carrera.
Dentro de la música culta, está considerado el introductor de la modernidad de la música clásica en España, y desarrolló la aleatoriedad a través del concepto de música flexible, basado en una libertad interpretativa controlada por el autor. Algunas de sus obras más renombradas son las tres Sinfonías (1974, 1980, 1990), el «Rondó para Orquesta» (1992), «Clamores y Secuencias» (1993) y «Canto al Euskera» (1995) como defensor de Euskadi y su idioma que hablaba, además de la partitura de La Celestina de Adolfo Marsillach (1989). Entre sus reconocimientos destacan dos Premios Nacionales de Música (1962 y 1992), la Medalla de Oro al mérito en las Bellas Artes (1987) y el ingreso en la Sección de Música de la Real Academia de Bellas Artes de San Fernando (1993).
En cuanto a la música popular, Bernaola es autor de los arreglos del himno del Athletic Club en vasco (Athleticen ereserkia, 1982); las sintonías para televisión de El pícaro (1974), La clave (1976) y Verano azul (1981), y un total de 82 bandas sonoras de cine entre las que destacan Mambrú se fue a la guerra (1986), Espérame en el cielo (1988) y Pasodoble (1988), con la que ganó el Premio Goya de 1989 a la mejor música original.
Además de la composición profesional, Bernaola fue profesor de armonía en el Conservatorio de Madrid y director del Conservatorio de Música Jesús Guridi de Vitoria desde 1981 hasta 1991.
Carmelo Bernaola falleció el 5 de junio del 2002 en el Hospital de Madrid, a los 72 años, víctima de un cáncer.

## Obra (selección)
Aparte de sus 82 bandas sonoras para el cine, la música compuesta para teatro y televisión —entre ellas la serie El pícaro de Fernando Fernán Gómez, la sintonía del debate La clave y la de la serie Verano azul— y sus composiciones sobre canciones populares como El cocherito leré, sus obras más importantes fueron:
- 1955: Trío-Sonatina (Para oboe, clarinete y fagot); Capricho (Clarinete y piano); Música para quinteto de viento.
- 1956: Tres piezas para piano.
- 1957: Suite-divertimento (Piano y orquestal); Homenaje a Scarlatti (Piano y Orquesta); Cuarteto de cuerda número 1.
- 1958: Canción y danza (Piano).
- 1959: Cuatro piezas infantiles (Piano).
- 1960: Píccolo Concerto (Violín y cuerda); Constantes (Para voz, 3 clarinetes y percusión).
- 1961: Superficie número 1 (conjunto de cámara); Sinfonetta Progresiva (Orquesta de cuerda).
- 1962: Espacios variados; Superficie número 2 (Violonchelo).
- 1963: Permutado (Violín y guitarra); Superficie número 4; Morfología sonora (Piano).
- 1964: Mixturas.
- 1965: Heterofonías.
- 1966: Episodio (Bajo); Traza.
- 1967: Músicas de cámara.
- 1968: Continuo (Piano).
- 1969: Polifonías.
- 1970: Oda für Marisa.
- 1971: Relatividades.
- 1972: Impulsos; Argia ezta ikusten.
- 1974: Sinfonía en do; Negaciones de San Pedro (Bajo y coro); Presencia (Cuarteto de cuerda y piano); Per due.
- 1976: Superposiciones variables.; Así; Tiempos (violonchelo y piano); Pieza I.
- 1977: Achode (Quinteto de clarinete).
- 1978: Villanesca; Entrada; Juegos.
- 1979: A mi aire; Qué familia; Superficie número 5 (Contrabajo).
- 1980: Variantes combinadas (Música de cámara); Sinfonía número 2.; Galatea, Rocinante y Preciosa; Koankinteto; Variantes combinadas.
- 1981: Béla Bartók I; Tres piezas.
- 1982: Himno del Athletic Club.
- 1984: Las siete palabras de Cristo en la Cruz.
- 1985: Variaciones concertantes (Espacios variados número 2).
- 1986: Nostálgico (Piano y orquesta).
- 1987: Perpetuo, cántico, final (Piano).
- 1988: El retablillo de Don Cristóbal; Per a Fráderic (Para trío).
- 1989: La Celestina (Ballet).
- 1990: Sinfonía número 3.
- 1992: Scherzo.
- 2001: Fantasías.

## Premios y distinciones
En su dilatada carrera profesional, Carmelo Bernaola obtuvo multitud de premios y distinciones:
Medallas del Círculo de Escritores Cinematográficos
| Año  | Categoría    | Película                                 | Resultado |
| ---- | ------------ | ---------------------------------------- | --------- |
| 1967 | Mejor música | Días de viejo color Si volvemos a vernos | Ganador   |
| 1969 | Mejor música | Del amor y otras soledades               | Ganador   |
| 1972 | Mejor música | Corazón solitario                        | Ganador   |

- 1955: Mención Honorífica en el Premio Nacional de Música.
- 1956: Premio Samuel Ross.
- 1956: Premio Nacional de Compositores del SEU.
- 1959: Premio Roma (Sección Española).
- 1962: Premio Nacional de Música.
- 1967: Premio Nacional de Música Cinematográfica.
- 1987: Medalla de Oro al Mérito en las Bellas Artes.
- 1989: Premio Goya a la mejor música original por Pasodoble, de José Luis García Sánchez.
- 1990: Medalla de Oro de Vitoria.
- 1992: Premio Nacional de Música.
- 1994: Premio Sabino Arana.
- 1994: Académico de la Real de Bellas Artes de San Fernando.
- 1998: Doctor honoris causa por la Universidad Complutense.
- 2001: Premio de Música de la Fundación Guerrero.
- Nomenclatura de la escuela municipal de música de Madrid.
- Nomenclatura del Conservatorio de Música y de la banda municipal de música de Medina de Pomar.

Es además hijo adoptivo de Medina de Pomar, donde cuenta también con una calle en su honor.